# Macrocneme yepezi
Macrocneme yepezi là một loài bướm đêm thuộc phân họ Arctiinae, họ Erebidae.